# تالیم (III) نیترات
تالیم (III) نیترات (به انگلیسی: Thallium(III) nitrate) با فرمول شیمیایی N۳O۹Tl یک ترکیب شیمیایی با شناسه پاب‌کم ۱۵۹۶۹۰ است. که جرم مولی آن ۳۹۰٫۳۹۸ می‌باشد. شکل ظاهری این ترکیب، جامد بی رنگ است.